# Paradoxo temporal
Em ficção científica, o paradoxo temporal é um fenômeno derivado das viagens no tempo para o passado. Quando o viajante do tempo vai para o passado, sua presença perturbadora, na maioria das vezes, gera resultados logicamente impossíveis, ou seja, um paradoxo. 
Um clássico exemplo é o paradoxo da causa e efeito: se o viajante altera algum evento passado com o objetivo de mudar o futuro, assim que o fizesse deixaria de existir o motivo original e consequentemente a própria viagem. O motivo da viagem é a sua causa, se ele desaparecer, a viagem, que é seu efeito, também desaparece. Os autores de ficção buscam resolver os paradoxos admitindo a coexistência de universos paralelos possibilitando que as alterações nos fatos passados possam gerar futuros alternativos.

## Exemplos
- Paradoxo do avô - o viajante volta no tempo e mata seu avô na infância, tornando impossível a sua própria existência;[1]
- Paradoxo da predestinação - o viajante do tempo é pego em um ciclo de eventos que "predestina" ou "antecede" ele ou ela (O "viajante") para viajar de volta no tempo.
- Paradoxo da acumulação -o viajante do tempo se transporta de vários pontos de sua linha temporal para o mesmo momento de passado. Haverá várias duplicatas do viajante no ponto de chegada.[2]
- Paradoxo da duplicação - o viajante volta no tempo e encontra consigo mesmo, impedindo que faça a viagem no tempo, alterando assim sua própria história e criando uma duplicata permanente;[2]
- Paradoxo da descontinuidade - o viajante do tempo encontra no passado um conhecido que partiu de um ponto do futuro diferente do dele. Essa pessoa pode não reconhecer o viajante, pois no presente dela eles ainda não se encontraram. Ou pode acontecer o oposto. O viajante do tempo encontrar no passado alguém que partiu de um futuro a sua frente e que sabe o que vai acontecer com ele nos próximos meses ou mesmo anos.[2]
- Paradoxo final - a pessoa volta ao passado e impede que a tecnologia que o levou ao passado seja inventada.[2]

## No cinema
- Em Algum Lugar do Passado (1980)
- O Exterminador do Futuro (1984)
- De Volta Para o Futuro (1985)
  - De Volta Para o Futuro 2 (1989)
  - De Volta Para o Futuro 3 (1990)
- Timecop (1994)
- Os Doze Macacos (1995)
- Perdidos no Espaço (1998)
- Donnie Darko (2001)
- A Máquina do Tempo (2002)
- Harry Potter e o Prisioneiro de Azkaban (2004)
- Efeito Borboleta (2004)
- O Som do Trovão (2005)
- A Casa do Lago (2006)
- Perguntas Mais Frequentes Sobre Viagem no Tempo (2009)
- Star Trek (2009)
- Te Amarei Para Sempre (2009)
- O Homem do Futuro (2011)
- O Predestinado (2014)
- Projeto Almanaque (2015)
- Durante a Tormenta (2018)
- Vingadores - Ultimato (2019)

## Em séries de TV
- O Túnel do Tempo (1966)
- Doctor Who
- Journeyman (2007)
- Lost (2004)
- Suzumiya Haruhi no Yūutsu (2006)
- Fringe (2008)
- Steins;Gate (2009)
- The Flash (2014)
- Boku Dake ga Inai Machi (2016)
- Legends of Tomorrow (2016)
- Outlander (2014)
- Puella Magi Madoka Magica (2011)
- American Horror Story
- Gravity Falls
- My Little Pony: A Amizade É Mágica
- Futurama
- Casi Angeles (Série Telefe, Argentina)
- Dark
- Rick and Morty
- Club57 (2019)